# My Generation (TV-serie)
My Generation var en amerikansk mockumentärtv-serie som gick på ABC, löst baserad på TV4:s tv-serie Blomstertid. My Generation producerades av ABC Studios, och följde en grupp klasskamrater från high school i Austin i Texas som tog studenten år 2000, och hur deras deras liv tedde sig tio år senare. Serien hade premiär 23 september 2010, men redan 29 september 2010 (efter att andra avsnittet hade sänts) utgick den ur alla tablåer och fortsatta offentliga utsändningar. Premiäravsnittet sågs av 5,2 miljoner tittare, och det andra avsnittet av 4,8 miljoner. Den 1 oktober 2010 beslutades det att TV-serien skulle läggas ner helt, och därför sändes endast två avsnitt av den färdiginspelade säsongen.

## Handling
En grupp unga vuxna filmar sina liv strax innan de tar studenten från Greenbelt High School i Austin, Texas under 2000. Klassen innefattade flera stereotyper, varav en ur varje följande kategori: högpresterande, skönhetsdrottning, nörd, punkare, skämtare, smartskalle, rik, rockstjärna och en blyg. Deras hopp och drömmar inför framtiden spelas in, och de möter upp varandra tio år senare för att få reda på hur deras liv förändrats. Det visar sig att det i vissa fall inte hade gått som planerat. Serien utspelar sig i nutid med flashbacks till dåtid.

## Produktion
My Generation är löst baserad på den svenska tv-serien Blomstertid. Ett manus till ett pilotavsnitt under namnet "Generation Y" gjordes och köptes av ABC i januari. Pilotavsnittet skrevs av Noah Hawley. Under februari bekräftades det att Keir O'Donnell och Michael Stahl-David skulle medverka. Senare tillkom Julian Morris, Daniella Alonso och Kelli Garner, följt av Anne Son. I mars bekräftades det att Jaime King och Mehcad Brooks skulle medverka, därefter Sebastian Sozzi. I mitten av mars började inspelningen, med Craig Gillespie som regissör. I maj meddelade ABC att serien skulle sändas under tv-säsongen 2010-11 med 13 avsnitt. Programmets tittarsiffror motsvarade dock inte förväntningarna,och endast två av de färdiginspelade avsnitten kom därför att sändas.

## Skådespelare
- Michael Stahl-David som Steven Foster, "den högpresterande"
- Daniella Alonso som Brenda Serrano, "den smarta"
- Mehcad Brooks som Rolly Marks, "skämtaren"
- Kelli Garner som Dawn Barbuso, "punkaren"
- Jaime King som Jacqueline Vachs, "skönhetsdrottningen"
- Julian Morris som Anders Holt, "det rika barnet"
- Keir O'Donnell som Kenneth Finley, "nörden"
- Sebastian Sozzi som The Falcon, "rockstjärnanr"
- Anne Son som  Caroline Chang, "den blyga"
- Elizabeth Keener som, "filmaren"

## Avsnitt
| Nr | Titel                      | Regissör         | Författare      | Tittarsiffror (miljoner) | Sändningsdatum    |
| -- | -------------------------- | ---------------- | --------------- | ------------------------ | ----------------- |
| 1  | "Pilot"                    | Craig Gillespie  | Noah Hawley     | 5,22                     | 23 september 2010 |
| 2  | "Home Movies"              | Michael Katleman | Noah Hawley     | 3,94                     | 30 september 2010 |
| 3  | "Truth and Reconciliation" | Dean White       | Bob DeLaurentis |                          | Sändes ej         |
| 4  | "Birth/Rebirth"            | Seith Mann       | Andi Bushell    |                          | Sändes ej         |